# برستون لي
برستون لي (بالإنجليزية: Preston Lea)‏ هو سياسي أمريكي، ولد في 12 نوفمبر 1841 في ويلمنغتون في الولايات المتحدة، وتوفي في 4 ديسمبر 1916 في نيو كاسل في الولايات المتحدة. حزبياً، نشط في الحزب الجمهوري. وقد انتخب حاكم ولاية ديلاوير ‏ (17 يناير 1905 – 19 يناير 1909).